# 1839 en arts plastiques
| Années des arts plastiques : 1836 - 1837 - 1838 - 1839 - 1840 - 1841 - 1842    |
| Décennies des arts plastiques : 1800 - 1810 - 1820 - 1830 - 1840 - 1850 - 1860 |

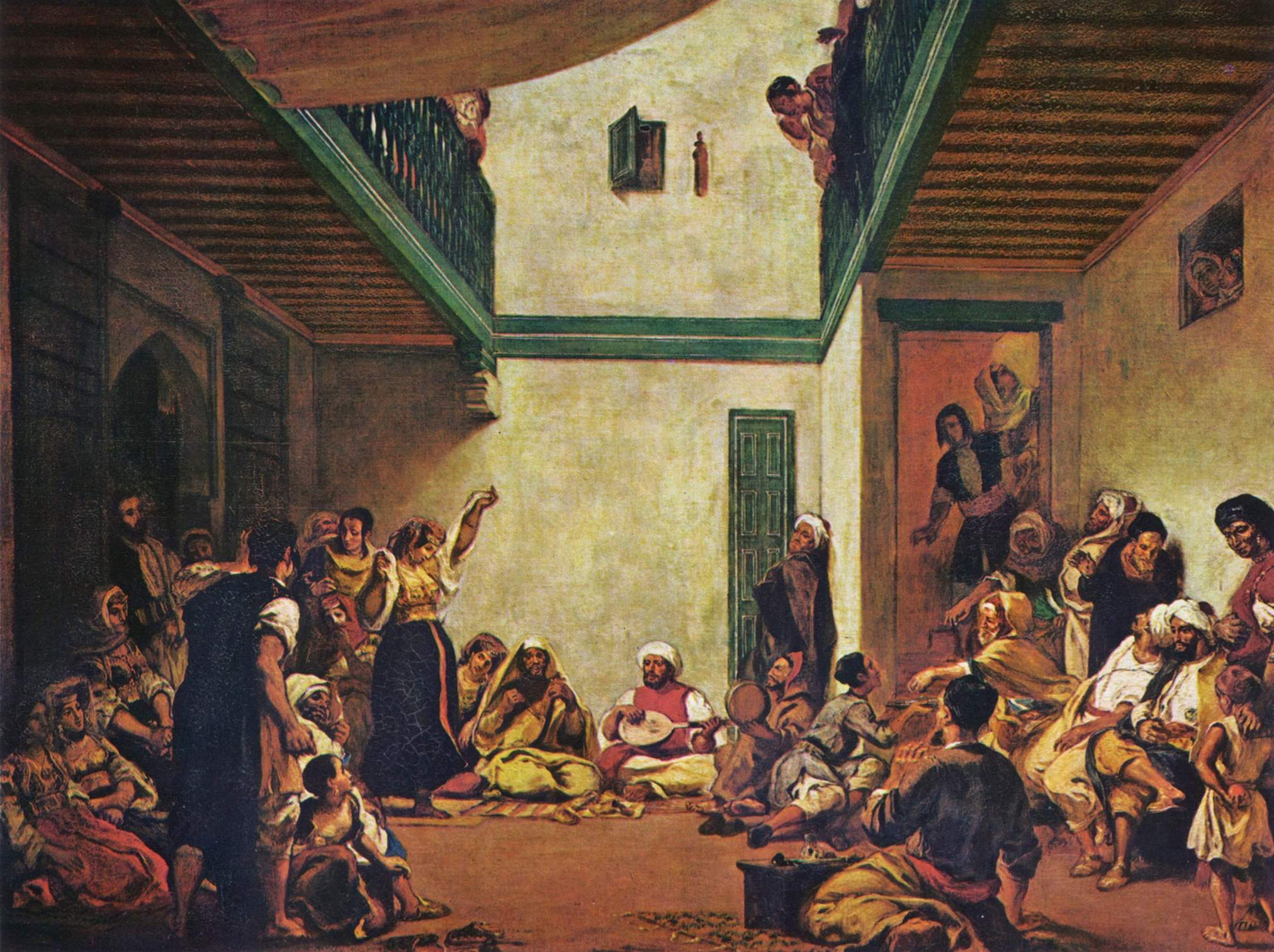
La Noce juive au Maroc, toile de Delacroix.

Cette page concerne l'année 1839 en arts plastiques.

## Œuvres
- 1 septembre - 1 novembre : Ouverture du Salon de Bruxelles de 1839[1].

## Naissances
- 12 janvier : Pauline Croizette, pastelliste et miniaturiste française († 4 juin 1912),
- 17 janvier : Wilhelm von Diez, peintre et illustrateur allemand († 25 février 1907),
- 19 janvier : Paul Cézanne, peintre français († 22 octobre 1906),
- 10 février : Francesco Barzaghi, sculpteur italien († 21 août 1892),
- 25 février : Edmond Lefever, sculpteur belge († 18 avril 1911),
- 23 mars : Otto Eerelman, peintre, graveur et lithographe néerlandais († 3 octobre 1926),
- 26 mars : Louis Adan, peintre et illustrateur français († 5 février 1937),
- 2 avril : Cecrope Barilli, peintre italien († 23 juin 1911),
- 4 avril : Henri-Arthur Bonnefoy, peintre français († 1917),
- 15 avril : Jean-Baptiste Dorval, peintre français († 1er août 1905),
- 16 avril : Moritz Blanckarts, peintre allemand († 12 avril 1883),
- 30 avril : Yoshitoshi, graveur et peintre japonais († 9 juin 1892),
- 19 mai : Eugène Thirion, peintre français († 18 janvier 1910),
- 23 mai : Stanislas Torrents, peintre français († 6 novembre 1916),
- 13 juin : Rodolphe Julian, peintre français († 2 février 1907),
- 20 juin : Léon Bonnat, peintre et collectionneur français († 8 septembre 1922),
- 23 juin : Auguste Pointelin, peintre français († 9 avril 1933),
- 11 juillet : William John Hennessy, peintre irlandais († 27 décembre 1917),
- 14 juillet : Louise Héger, peintre impressionniste paysagiste belge († 21 juillet 1933),
- 15 juillet : Alfred Louis Martin, peintre et graveur français († 22 avril 1903),
- 21 juillet : Jacob Hägg, officier naval et peintre de marines suédois († 15 avril 1931),
- 26 juillet : Gaston Mélingue, peintre français († 11 janvier 1914),
- 17 août :
  - Charles Hermans, peintre belge († 7 décembre 1924),
  - Matthijs Maris, peintre néerlandais († 22 août 1917),
- 17 septembre : Charles Joseph Beauverie, peintre, graveur et illustrateur français de l'École de Barbizon († 5 mars 1923),
- 22 septembre : Jules Machard, peintre français († 27 septembre 1900),
- 29 septembre : Victor Vincelet, peintre français († 5 janvier 1871),
- 2 octobre : Hans Thoma, peintre allemand († 7 novembre 1924),
- 19 octobre : Louis Aimé Japy, peintre français de l'École de Barbizon († 8 janvier 1916),
- 21 octobre : Alexis Kreyder, peintre français († 17 mars 1912),
- 30 octobre : Alfred Sisley, peintre britannique († 29 janvier 1899),
- 13 décembre : Paul-Albert Girard, peintre français († 24 février 1920),
- 17 décembre : Ludovic-Napoléon Lepic, peintre et graveur français († 27 octobre 1889),
- 18 décembre : Emilio Praga, peintre, écrivain, poète et librettiste italien († 26 décembre 1875),
- ?
  - Filippo Costaggini, peintre italien († 15 avril 1904),
  - Federico Mazzotta, peintre italien († 1897),
  - Marguerita Pillini, peintre française d'origine italienne († 11 mars 1922).

## Décès
- 3 juin : Marie-Nicolas Ponce-Camus, peintre français (° 15 décembre 1778),
- 9 juin : Joseph Paelinck, peintre belge (° 20 mars 1781),
- 22 juillet : Charlotte Martner, peintre miniaturiste française (° 15 août 1781)[2].
- 15 décembre : Mathieu-Ignace Van Brée, peintre, sculpteur et architecte belge (° 22 février 1773),
- ? : Marco Gozzi, peintre de paysage italien (° vers 1759).